# Forsvarskommission
En forsvarskommission er i Danmark en kommission, der er nedsat af Folketinget eller regeringen for at overveje ordningen af Forsvaret, og hvis betænkninger har dannet grundlag for forsvarslove. Indtil folkestyrets indførelse i 1849 var forsvarets anliggender entydigt kongens anliggende, men siden da har indretningen af Forsvaret været fastlagt ved lov og ved adskillige lejligheder et politisk omstridt spørgsmål med meget divergerende synspunkter hos de forskellige partier. Især under visnepolitikken skabte forsvarets indretning konflikter mellem regering og folketing. Blandt andet derfor har ni forsvarskommissioner set dagens lys indtil nu:
- Forsvarskommissionen af 1866 – førte til Lovene om Hærens og Søværnets Ordning af 1867
- Forsvarskommissionen af 1902 – førte til Lovene om Hærens og Søværnets Ordning af 1909
- Forsvarskommissionen af 1919 – førte til Lovene om Hærens og Søværnets Ordning af 1922
- Forsvarskommissionen af 1946 – førte til Lov om forsvarets ordning af 1950
- Forsvarskommissionen af 1950 – førte til Lov om forsvarets ordning af 1950
- Forsvarskommissionen af 1969 – førte til Lov om forsvarets formål af 1993
- Forsvarskommissionen af 1988 – førte til Lov om forsvarets formål af 1993
- Forsvarskommissionen af 1997 – førte til Forsvarsforliget 2000-2004[1]
- Forsvarskommissionen af 2008 – førte til Forsvarsforliget 2010-2014